# Agapito Augusto Fiorentini
Agapito Augusto Fiorentini OFM (chiń. 李路加; ur. 27 września 1866 w Palestrinie, zm. 22 sierpnia 1941 w Taiyuanie) – włoski duchowny rzymskokatolicki, franciszkanin, misjonarz, wikariusz apostolski Północnego Shanxi i Taiyuanu.

## Biografia

### Młodość i prezbiteriat
W 1882 wstąpił do klasztoru Fonte Colombo prowincji rzymskiej Zakonu Braci Mniejszych. Następnie studiował teologię i filozofię w Artenie. Po ukończeniu studiów, 22 marca 1890 w Segni przyjął święcenia prezbiteriatu i został kapłanem swojego zgromadzenia.
Po święceniach został skierowany do klasztoru w Greccio, gdzie został mistrzem nowicjatu prowincji rzymskiej. Tam postanowił zostać misjonarzem w Chinach. 3 lutego 1895 wypłynął z Marsylii i 26 marca 1895 dotarł do Chin. Pierwsze pięć lat spędził w Petsuen i Hankou, gdzie uczył się języka chińskiego.

### Episkopat
21 marca 1902 papież Leon XIII mianował go wikariuszem apostolskim Północnego Shanxi oraz biskupem tytularnym rusaduskim. 15 czerwca 1902 w Hankou przyjął sakrę biskupią z rąk wikariusza apostolskiego Wschodniego Hubei Vincenzo Epiphane Carlassarego OFMRef. Współkonsekratorami byli emerytowany wikariusz apostolski Południowego Shanxi Johannes Anton Hoffmann OFMRec oraz wikariusz apostolski Południowo-Zachodniego Hubei Theotimus Jozef Verhaegen OFM.
Wikariat apostolski Północnego Shanxi był wówczas doświadczony przez zakończone rok wcześniej powstanie bokserów, podczas którego zamordowano wielu chrześcijan, w tym jego poprzednika  bpa Grzegorza Grassiego oraz zniszczono kościoły i placówki misyjne. Bp Fiorentini przystąpił do odbudowy infrastruktury wikariat, na czele z katedrą w Taiyuanie, którą postanowił zbudować na wzór katedry św. Agapita w Palestrinie oraz z seminarium duchownym.
18 listopada 1909 zrezygnował z wikariatu, do 15 maja 1910 kierując nim jako administrator. W 1914 został przewodniczącym Komisji ds. Szkół i Prasy Katolickich w Chinach.
7 lipca 1916 papież Benedykt XV ponownie mianował go wikariuszem apostolskim Północnego Shanxi. W 1920 podczas dotkliwej suszy w Shanxi podległy mu wikariat zorganizował dużą akcję pomocy humanitarnej, za co bp Fiorentini został odznaczony przez rząd chiński Orderem Złotego Ziarna. Bp Fiorentini uważany był za dobrego organizatora i administratora.
3 grudnia 1924 podległy mu wikariat zmienił nazwę, tym samym zmienił się tytuł bpa Fiorentiniego na wikariusz apostolski Taiyuanu.
21 września 1938 złożył dymisję, do 1940 kierując wikariatem jako administrator, a następnie przechodząc na emeryturę. Zmarł 22 sierpnia 1941.

## Upamiętnienie
O jego życiu napisano dwie książki: Mons. Agapito Fiorentini. Vicario apostolico di Taiyuan (Shansi Cina) (Ettore Giustino Marini, 1989) oraz monumentalną Biografia di Mons. Agapito Fiorentini. Oltre la muraglia cinese (Attilio Cadderi, 1993).
Został patronem ulicy w rodzinnej Palestrinie.